# Dragon Ball Online
 (mai 2010).
Si vous disposez d'ouvrages ou d'articles de référence ou si vous connaissez des sites web de qualité traitant du thème abordé ici, merci de compléter l'article en donnant les références utiles à sa vérifiabilité et en les liant à la section « Notes et références ».
Pour les articles homonymes, voir DBO.
Dragon Ball Online (ドラゴンボールオンライン, Doragon bōru onrain, littéralement « Dragon Ball Online »), en coréen : 드래곤볼 온라인, abrégé DBO, est un jeu de rôle en ligne massivement multijoueur développé simultanément au Japon et en Corée du Sud par NTL. Le jeu est sorti le 4 février 2010 en Corée du Sud et courant 2011 en Chine. Ce jeu est basé sur l'univers de Dragon Ball.

## Trame

### Personnages
- Humain
  - Combattant (武道家, Budōka?) : Combattant expert en arts martiaux, comparable à Yamcha, Krilin ou encore Kamé Sennin.
  - Spiritualiste (気功家, Kikōka?) : Sorte de magicien spécialiste en techniques de combat faisant appel au Qi, peu d'humains dans le manga original figure dans cette classe sauf peut-être Chaozu et Ten Shin Han.
  - Ingénieur (エンジニア, Enjinia?) : Mécanicien et inventeur hors pair qui peut construire de l'équipement et utiliser diverses technologies et armes, comparable à Bulma.
- Namek
  - Soigneur (竜族, Ryūzoku?) : Membre de la caste de support Namek, qui a la capacité de soigner les autres, comparable à Dendé ou au Tout-Puissant.
  - Guerrier (戦士, Senshi?) : Membre de la caste des Guerrier Namek, est un farouche combattant, comparable à Piccolo, Nail.
- Majin
  - Strange Majin (異魔人, Imajin?) : Mince et menaçant, comparable à Boo (l'original).
  - Large Majin (大魔人, Daimajin?) : Gros et jovial, comparable à Boo.

### Histoire
L’histoire se passe en l’an 1000. À l'approche du prochain tournoi mondial d'arts martiaux, les meilleurs combattants terriens s'entraînent assidûment pour devenir des guerriers de légende. Mais, durant leur entraînement, certains commencent à sentir que quelque chose de grave se prépare.
Leur crainte est vite justifiée car subitement les animaux sauvages de la Terre, se mettent à attaquer sans raison les Terriens. Ce désordre s'avère être orchestré par une organisation mystérieuse nommée l'Œil Sombre.
La Patrouille du Temps de Trunks, organisation du descendant de Trunks, décide alors de réagir en lançant un grand recrutement sur Terre, invitant tous les meilleurs guerriers à se joindre à elle pour combattre ce fléau.
Ces terribles nouvelles finissent par arriver aux oreilles du nouveau grand chef des Nameks qui décide d'aider ses amis terriens en envoyant ses meilleurs guerriers Nameks sur Terre.

## Développement
Les serveurs coréens ferment le 26 septembre 2013 et le 31 octobre pour les serveurs taïwanais et ceux de Hong Kong.[réf. nécessaire]